# دیر مار انطونیوس قزحیا
دیر مار انطونیوس قزحیا (به عربی: دیر مار أنطونیوس قزحیا) یک منطقهٔ مسکونی در لبنان است که در شهرستان زغرتا واقع شده‌است. دیر مار انطونیوس قزحیا ۶۶۴ متر بالاتر از سطح دریا واقع شده‌است.